# Dominik Mavra
Dominik Mavra (ur. 15 czerwca 1994 w Zadarze) – chorwacki koszykarz, występujący na pozycjach rozgrywającego, obecnie zawodnik KK Zadar.
28 grudnia 2015 został zawodnikiem MKS–u Dąbrowy Górniczej. 
6 lutego 2018 podpisał umowę z litewskim Lietkabelisu Panevėžys.

## Osiągnięcia
Stan na 13 lutego 2021, na podstawie, o ile nie zaznaczono inaczej.
Drużynowe
- Mistrz:
  - Ligi Adriatyckiej (2014)
  - Chorwacji (2011)
- 2-krotny wicemistrz Chorwacji (2014, 2015)
- Zdobywca pucharu:
  - Chorwacji (2011, 2020, 2021[4])
  - Macedonii (2017)
- 2. miejsce w Pucharze Chorwacji (2012)

Indywidualne
- MVP pucharu:
  - Chorwacji (2020)
  - Macedonii (2017)
- Zaliczony do składu Citta Di Roma (NIJT) All-Tournament Team (2012)

Reprezentacja
- Mistrz Europy:
  - U–18 (2012)
  - U–16 (2010)
- Uczestnik mistrzostw:
  - świata U–19 (2013 – 8. miejsce)
  - Europy U–20 (2014 – 4. miejsce)